# North Cascades National Park
North Cascades National Park is een nationaal park in de Amerikaanse staat Washington. Bestuurlijk gezien ligt het in Whatcom, Skagit en Chelan County. Het omvat 2.045 km² hooggebergte, gelegen in het noordelijk deel van de Cascade Range tegen de grens met Canada.
In de oerbossen van het park leven wolven, lynxen, elanden, veelvraten en vele andere zeldzame of bedreigde soorten. Er worden weinig grizzlyberen waargenomen, maar zwarte beren komen veel voor. Daarnaast leven er talrijke soorten vogels, amfibieën en reptielen. Een opmerkelijk voorkomende amfibie is de ruwe salamander.

## Afbeeldingen

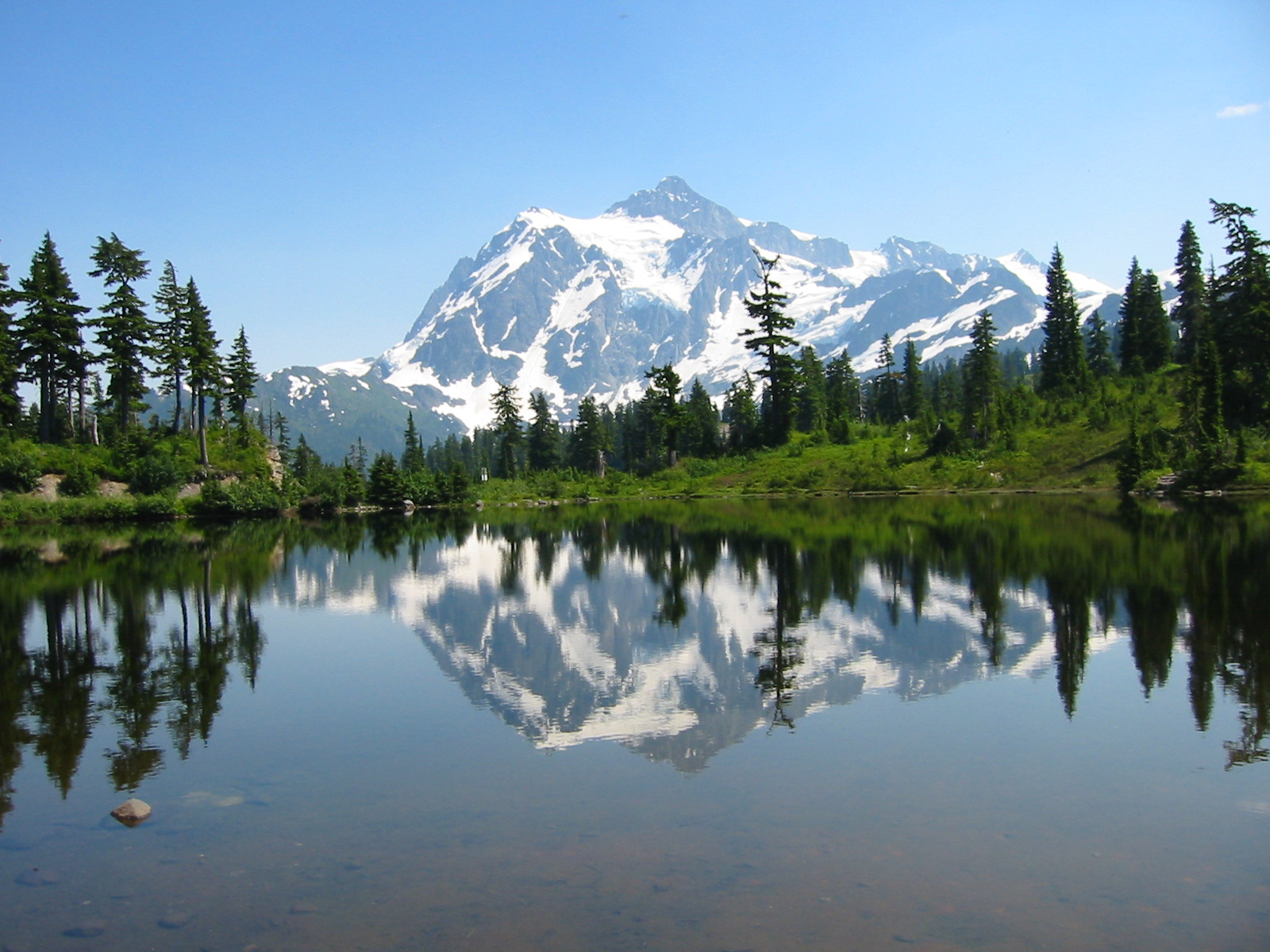
Mount Shuksan
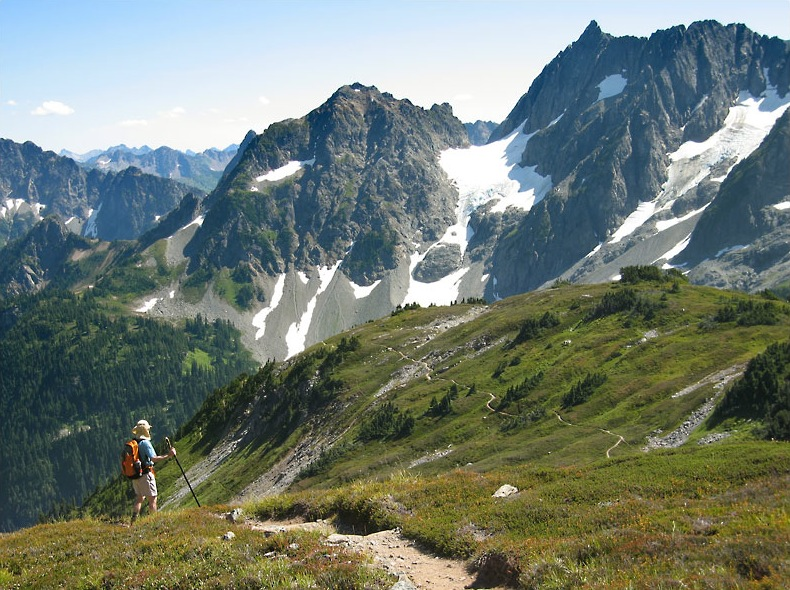
Cascade Pass
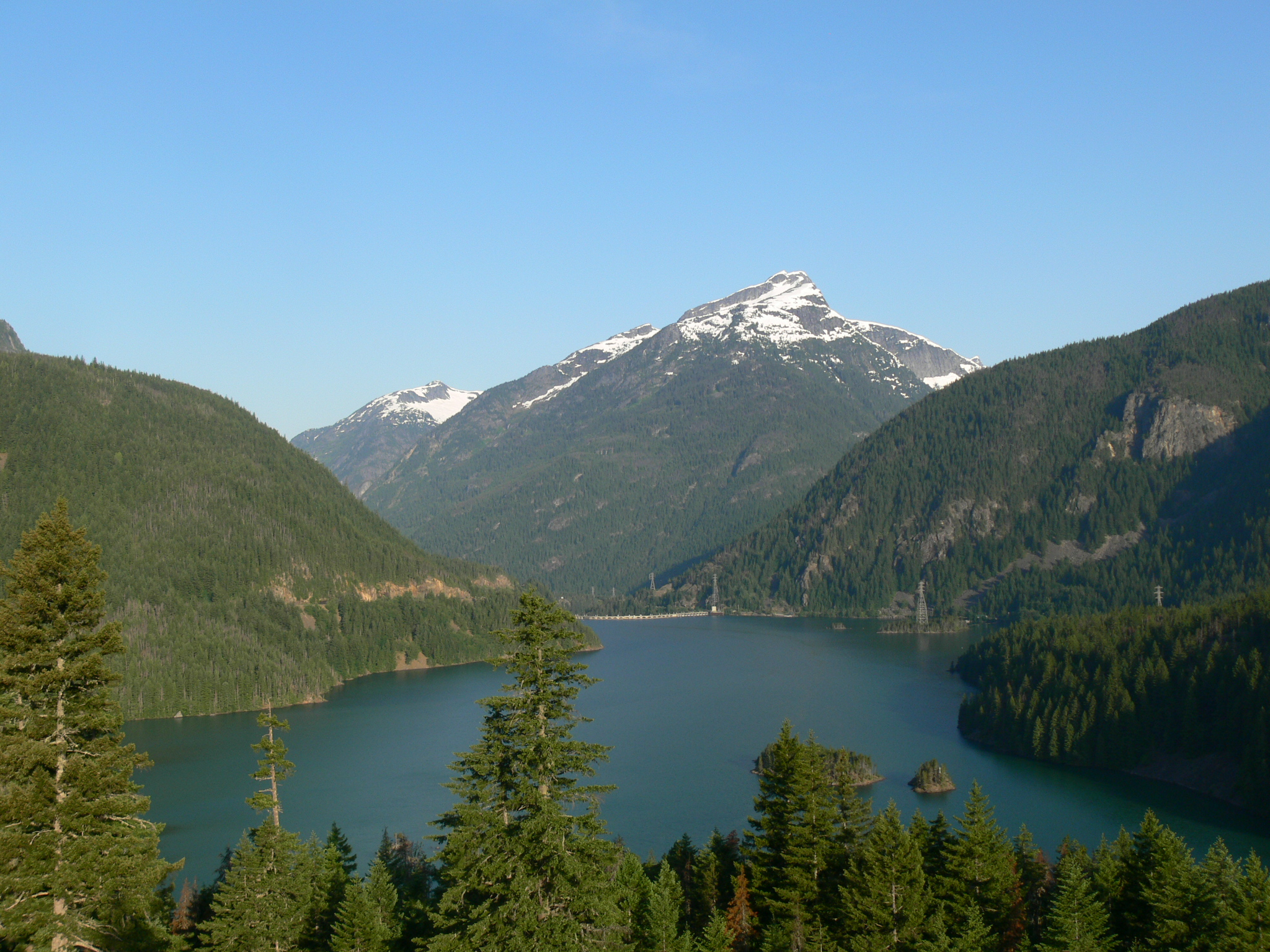
Diablo Lake